# Mikrocykas krásný
Mikrocykas krásný (Microcycas calocoma) je kriticky ohrožený druh cykasu z čeledi zamiovité a jediný druh rodu mikrocykas. Roste na malé ploše na západní Kubě v provincii Pinar del Río. Mikrocykas je na Kubě ceněn jako ozdobná rostlina, jeho kořen byl na ostrově využíván jako jed na krysy. Tato vzácná rostlina je na pokraji vyhynutí, jediné další místo na světě kde dozrávají semena je v Tropické botanické zahradě Fairchild. Přestože byly původní samčí a samičí exempláře v této zahradě zničeny bleskem, první semena se ujala a v současnosti již plodí. V poslední době byla umožněna distribuce semen do dalších botanických zahrad i soukromým sběratelům.

## Etymologie
Název Microcycas, tedy „drobný cykas“, vychází z chybného posouzení několika malých lístků, což bylo jediné co měl autor ve své době k dispozici. Ve skutečnosti se jedná o jeden z nejvyšších cykasů. Druhové jméno calocoma označuje v řečtině „nádhernou korunu“ stromu. Jméno kykas označuje v řečtině palmu a je tedy v podstatě chybné.

## Popis
Strom dorůstá do 10 metrů výšky na vzpřímeném a občas rozvětveném kmenu se 30–60 cm v průměru. Listy jsou tmavě zelené a 0,6–1,2 m dlouhé. Řapík je 8–10 cm dlouhý a bez ostnů, to samé platí pro stvol šišky. Lístky jsou světle až tmavě zelené. Střední lístky jsou 15–25 cm dlouhé a 0.8–1 cm široké. Samčí šištice jsou cylindrické, 25–30 cm dlouhé a 5–8 cm široké, žluto–hnědavé, a chlupaté. Samičí šišky se semeny jsou široké, 50–90 cm dlouhé a 13–16 cm široké, žluto–hnědé a chlupaté. Sporofily mají dva oblé výstupky. Eliptická semena jsou růžová nebo červená a 3,5–4 cm dlouhá a 2–2,5 cm široká.
Hlavní odlišovací rysy mikrocykasu, díky kterým je okamžitě rozeznatelný od ostatních cykasů:
- dolů skloněné lístky na řapíku (obrácené „V“)
- přibližně stejná délka lístků po celé délce listu, lístky jsou tedy u kmene jakoby zastřižené.

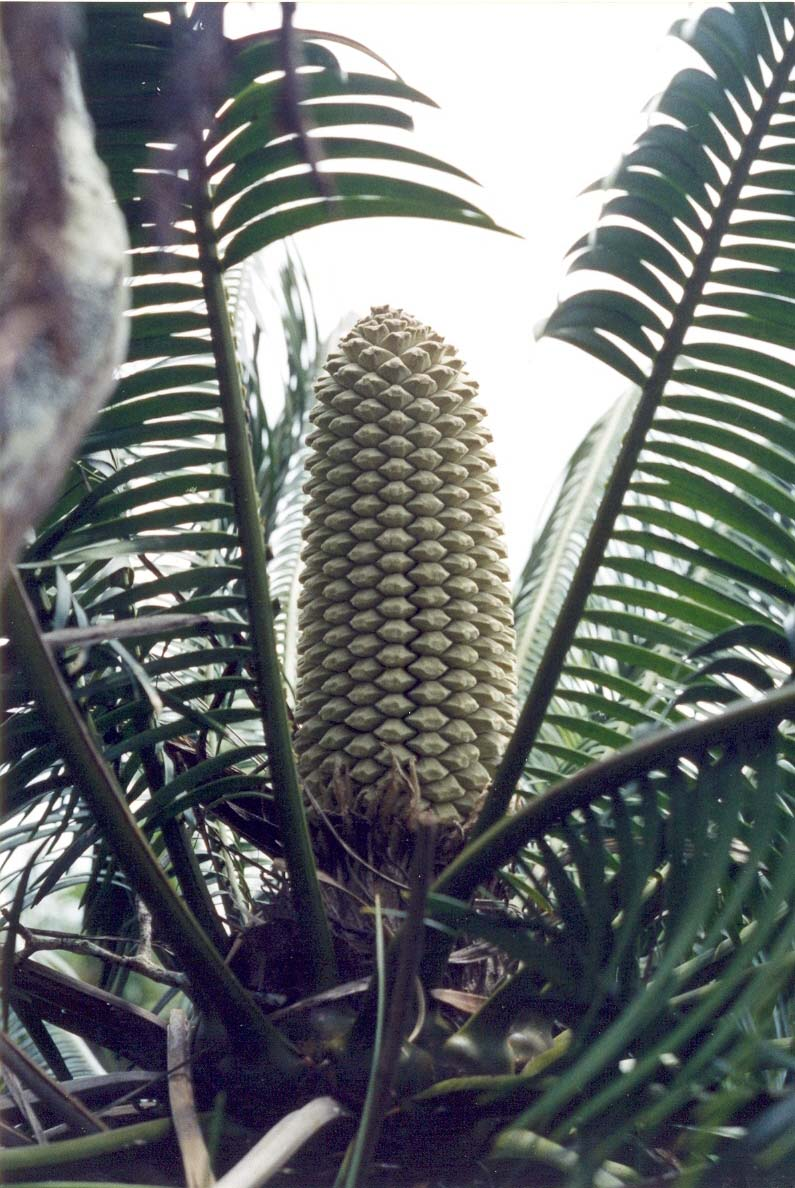
Samičí šištice mikrocykasu
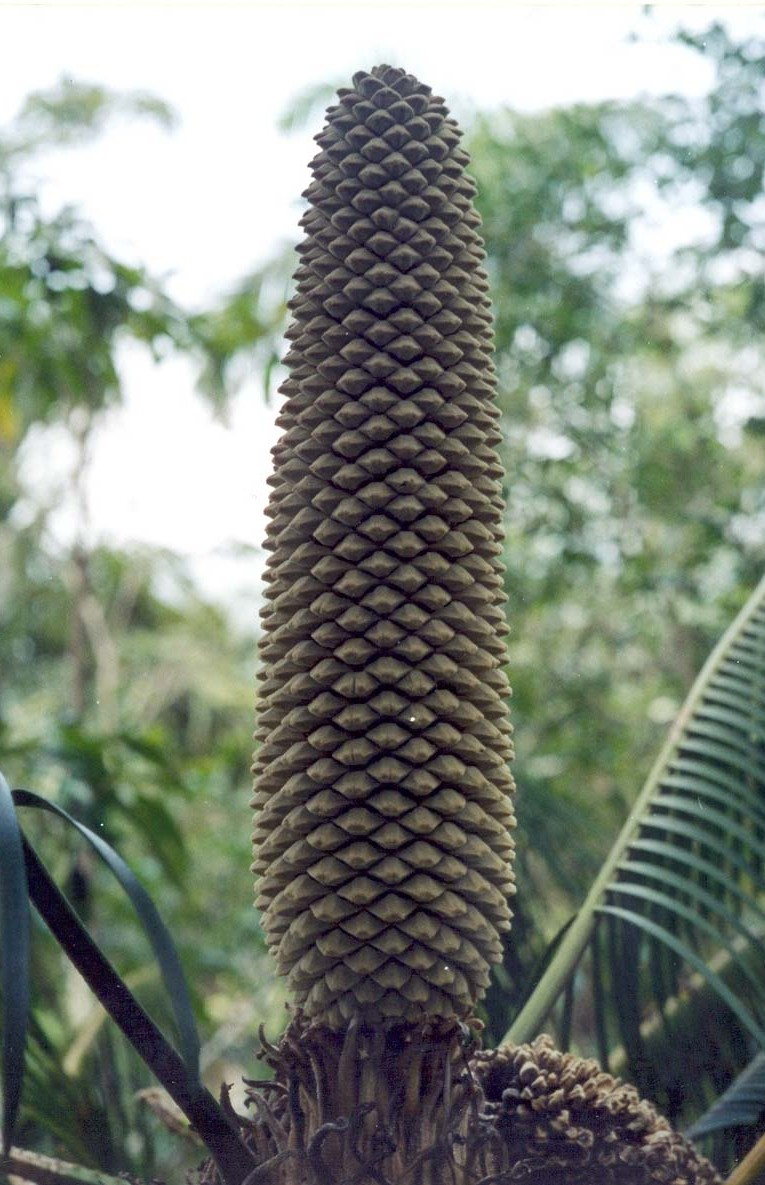
Samčí šištice mikrocykasu
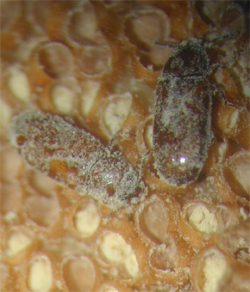
Brouci pokrytí pylem v samčí šištici mikrocykasu

## Rozmnožování
Rostliny jsou podobně jako ostatní cykasy dvoudomé, existují tedy u nich odlišné samčí a samičí stromy a šišky. Opylení je v přírodě vázáno na specifický druh brouků Pharaxonotha esperanzae. Při pěstování ve sklenících je možné umělé opylení, ke kterému v zájmu záchrany těchto rostlin také dochází.
Přirozené rozmnožování na Kubě je v současnosti velmi omezené a v řadě lokalit s výskytem této rostliny je patrné vyhynutí opylujícího brouka, což znamená úplné zastavení přirozeného opylování. Opylování větrem bylo u tohoto druhu vyvráceno.

## Ochrana

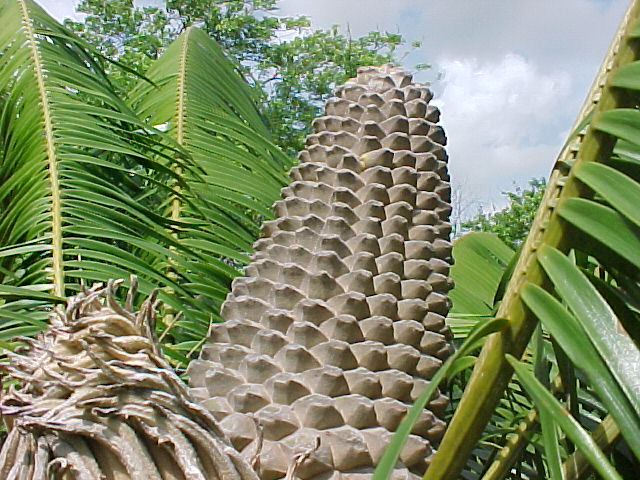
Šištice mikrocykasu měří až 90cm

Tento druh je kriticky ohrožen a na pokraji vyhynutí. Ve volné přírodě roste jen asi 400 rostlin. Na Kubě roste mikrocykas v malých skupinách po 10–50 rostlinách v horských lesích ve výškách 85–250 m. Taktéž roste na svazích a otevřených travnatých plochách ve výškách kolem 50 m. Zemina se pohybuje od zásaditých hlín na vápencovém podloží po kyselé křemičité jíly. V řadě z těchto skupin je nicméně velmi nevyrovnaný poměr pohlaví, což snižuje počet semen. Počet rostlin byl negativně ovlivněn kácením a používáním pesticidů. Protože tyto rostliny jsou na Kubě oblíbeným ozdobným stromem, sběr semen a mladých rostlin vážně poškodil stavy mikrocykasu. Větší množství rostlin je nyní v chráněných rezervacích.

## Rozšíření
Rostlina roste na Kubě v západní provincii Pinar del Río, přibližně 100–200 km od Havany. Přiloženou mapu zakreslil Risco (1984) a Peña (1998). V oblasti roste i extrémně vzácná
arálie královská (Aralia rex). Čísla označují:
1– Oblast s rostlinami Microcycas calocoma.
2– Havana.
3– město Pinar del Río.
4– provincie Pinar del Río.
5– kopce Pizarrosas del Norte (sever)

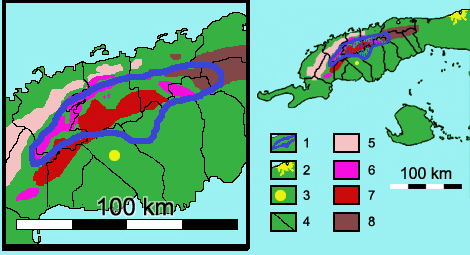
Rozšíření mikrocykasu na Kubě

6– hory Sierra de Los Órganos.
7– Alturas Pizarrosas del Sur (jih)
8– hory Sierra del Rosario

## Mikrocykasy v Česku
Jediný stále veřejně přístupný v Česku roste v pravěké sekci Botanické zahrady Liberec, u kterého je možno občas pozorovat i samčí šištice. Případy spolupráce s jinými zahradami na umělém opylení nicméně nebyly publikovány. Jiná botanická zahrada v ČR tento druh nevlastní. Botanická zahrada v pražské Troji vystavovala tento druh v rámci své výstavy Palmy a cykasy v roce 2010, jednalo se nicméně o rostlinu dočasně zapůjčenou ze soukromé sbírky.
Vzrostlý strom mikrocykasu v Liberci je pravděpodobně nejvzácnějším cykasem ve státním nebo městském vlastnictví. Vzhledem k úzkým vazbám mezi Kubou a ČSSR před rokem 1989 je pravděpodobný i další výskyt této extrémně vzácné rostliny v soukromých sbírkách.